# Stora göl (Södra Sandsjö socken, Småland, 626469-145630)
Stora göl är en sjö i Tingsryds kommun i Småland och ingår i Ronnebyåns huvudavrinningsområde.